# Chilothorax punctatus
Chilothorax punctatus är en skalbaggsart som beskrevs av Waterhouse 1875. Chilothorax punctatus ingår i släktet Chilothorax och familjen Aphodiidae. Inga underarter finns listade i Catalogue of Life.